# Нямсайяха
Нямсайяха (устар. Нямсай-Яха) — река в России, протекает по Ямало-Ненецкому АО. Устье реки находится в 83 км по левому берегу реки Танлова. Длина реки составляет 25 км.

## Притоки
- 11 км: Витисияха (лв)
- 25 км: Нгарка-Нямсайяха (лв)
- 25 км: Нюдя-Нямсайяха (пр)

## Данные водного реестра
По данным государственного водного реестра России относится к Нижнеобскому бассейновому округу, водохозяйственный участок реки — Надым, речной подбассейн реки — подбассейн отсутствует. Речной бассейн реки — Надым.
Код объекта в государственном водном реестре — 15030000112115300048634.